# Carya alba
Carya alba là một loài thực vật có hoa trong họ Óc chó. Loài này được (L.) Nutt. ex Elliott mô tả khoa học đầu tiên năm 1818.